# Cream pie
Cream pie là một loại bánh với phần kem rất dày bên trên một lớp vỏ bánh, được làm từ các nguyên liệu cơ bản bao gồm kem sữa, đường, bột mì, trứng. Các loại nhân cream pie đa dạng có thể sử dụng thêm các nguyên liệu khác nhau, ví dụ như vani, chanh, bơ đậu phộng, chuối, dừa và sô cô la. Một phần rất quan trọng trong hầu như tất cả các loại cream pie đó là phần nhân kem tươi ở phía trên.

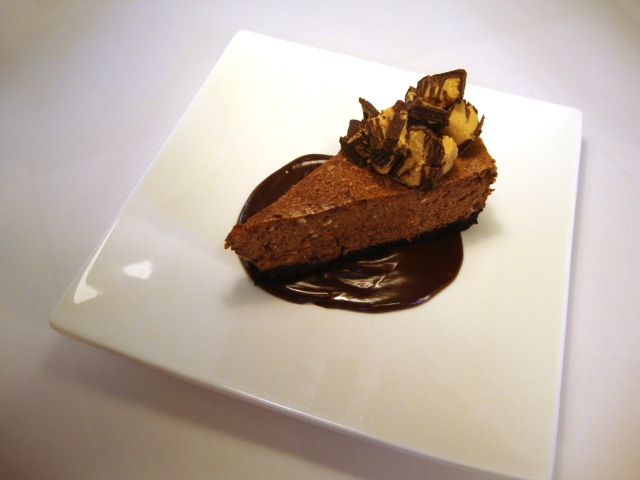
Một miếng cream pie sô cô la